# Apocaulus schenklingi
Apocaulus schenklingi là một loài bọ cánh cứng trong họ Cerambycidae.